# Luc Sanders
Luc Sanders (Bruges, 6 de outubro de 1945) é um ex-futebolista belga que atuava como goleiro. 

## Carreira
Competiu no Campeonato Europeu de Futebol de 1972.